# Nonkonformizm
Nonkonformizm – postawa krytyczna wobec zasad, zachowań i norm społecznych, grupowych, przeciwstawiająca im własny system wartości, ale nie w negatywny sposób. Potocznie rozumiany nonkonformizm cechuje te jednostki, które nie poddają się społecznej presji i żyją w zgodzie z własnymi przekonaniami opartymi na refleksji. Nonkonformizm ma na celu wyrażenie oporu i spowodowanie rozpatrzenia danej koncepcji na kilku płaszczyznach.
Nonkonformizm ułatwia radzenie sobie w sytuacjach stresowych oraz społecznych, a także tych, które wymagają asertywności. Zwiększają gotowość na nowe doświadczenia i wyzwania. Osoby z tymi cechami przejawiają słabą tendencję do popadania w lęk, nie unikają, ani też nie uciekają przed zagrożeniem. Wynika to między innymi z wysokiego poczucia własnej wartości, niewrażliwości na presję społeczną oraz elastyczności intelektualnej i determinacji. Wykazują się zdolnością przystosowywania się do zmieniających warunków, chęcią podejmowania ryzyka a przede wszystkim samodzielnością w swoich działaniach.
Stanisław Pawlica tak definiuje owe postawy: „Być antykonformistą w społeczeństwie to najpierw się nie zgadzać, a później się zastanawiać; odwrotnie ma się rzecz z konformizmem. Nonkonformista zaś powstrzymuje się od sądu, dopóki sprawy nie przemyśli”.
Nonkonformizm można rozumieć również z perspektywy terminologii grupy odniesienia. Konformizm wobec obcej grupy jest tym, co jednostki grupy, w której dana jednostka uczestniczy, postrzegają jako nonkonformizm. W tym rozumieniu konformizm jest podstawową cechą każdej jednostki społecznej. Warunki sprzyjające nonkonformizmowi występują w elastycznych i otwartych strukturach społeczeństwa.